# Насименто, Жаиро до
Жаиро до Насименто (порт. Jairo do Nascimento; 23 октября 1946, Жоинвили — 6 февраля 2019, Куритиба) — бразильский футболист, который играл на позиции вратаря.

## Карьера
Родился в Джоинвилле. Жаиро получил прозвище «Чёрная пантера» (порт. Pantera Negra).
Хайро играл за СЭР Кашиас, «Флуминенсе», «Коритибу», «Коринтианс», «Наутико Капибарибе», «Америку Минейро» и «Атлетико Трес-Корасойнс».
За «Коритибу» он сыграл 410 матчей во всех соревнованиях, выиграв шесть раз Лигу Паранаэнсе, а также Torneio do Povo в 1973 году и чемпионат Бразилии по футболу в 1985.
За «Коринтианс» он сыграл 190 матчей, установив рекорд, не пропустив голов в течение 1132 минут. Он также выиграл Лигу Паулиста в 1977 году.
Жаиро сыграл один матч за национальную сборную Бразилии в 1976 году.

## Поздняя жизнь и смерть
До Насименто умер в Куритибе 6 февраля 2019 года в возрасте 72 лет от рака почки.